# Gmina Krośniewice
Die Gmina Krośniewice [krɔɕɲɛˈvʲitsɛ] ist eine Stadt-und-Land-Gemeinde im Powiat Kutnowski der Woiwodschaft Łódź in Polen. Ihr Sitz ist die gleichnamige Stadt mit etwa 4350 Einwohnern.

## Geographie

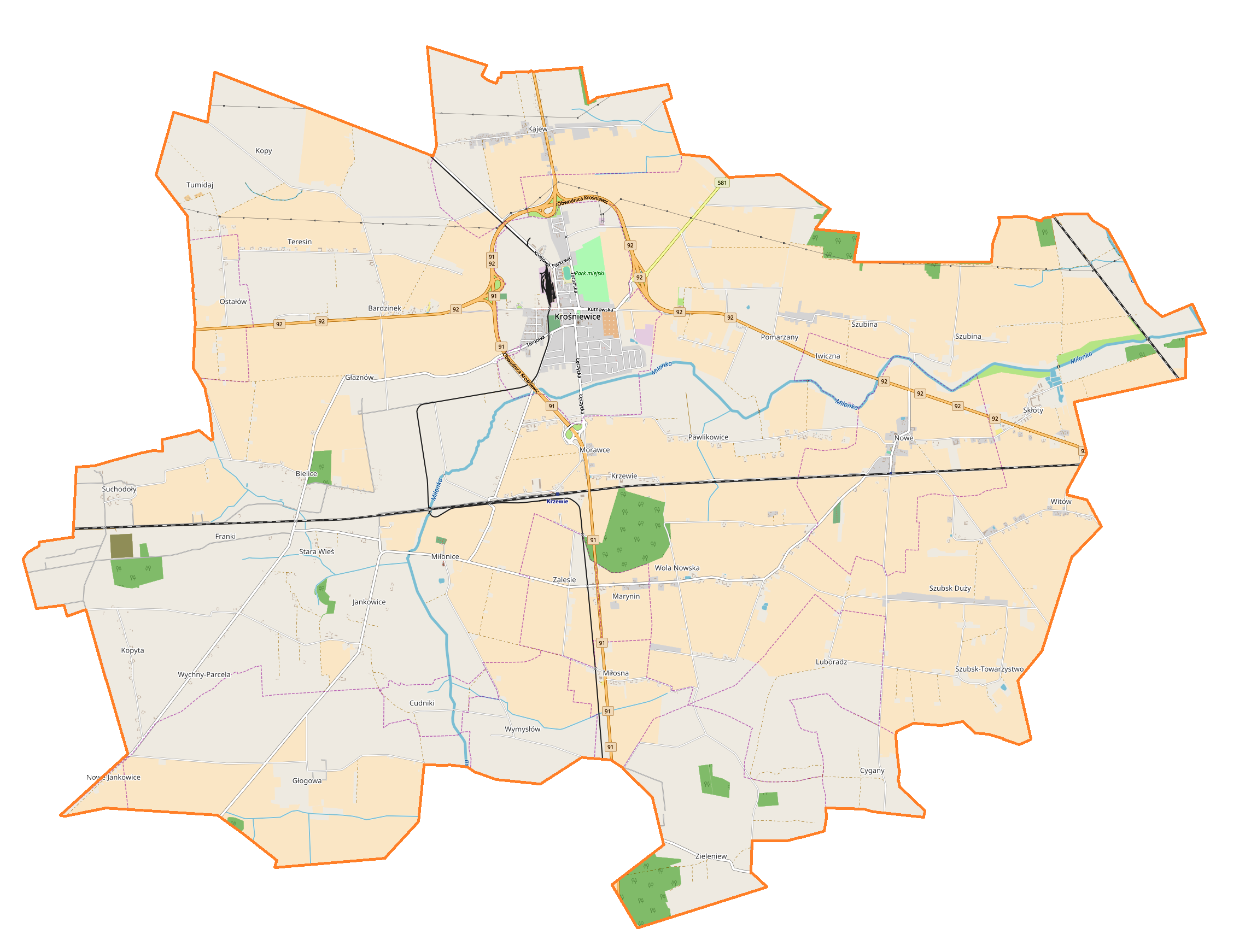
Karte der Gemeinde

Die Gemeinde liegt im Norden der Woiwodschaft und grenzt im Westen an die Landgemeinde Chodów in der Woiwodschaft Großpolen. Die anderen angrenzenden Gemeinden sind: Daszyna, Dąbrowice, Kutno und Nowe Ostrowy. Die Kreisstadt Kutno liegt fünf Kilometer östlich, die Stadt Łódź etwa 50 Kilometer südlich.
Die Gemeinde hat eine Fläche von 94,7 km², von der 89 Prozent wirtschaftlich genutzt werden, nur drei Prozent sind Wald.

## Geschichte
Die Gemeinde wurde 1973 gebildet. Sie gehörte bis 1975 zum damaligen Powiat Kutnowski und von 1975 bis 1998 zur modernen Woiwodschaft Płock, die nur in dieser Zeit bestand.

## Gliederung
Die Stadt-und-Land-Gemeinde (gmina miejsko-wiejska) Krośniewice mit 8239 Einwohnern (Stand 31. Dezember 2020) besteht aus der Stadt selbst und 22 Dörfern mit Schulzenämtern (sołectwa). Diese sind:
- Bielice (1943–1945 Raudenhof[4]),
- Franki (1943–1945 Frankdorf[4]),
- Jankowice,
- Kajew,
- Kopy,
- Luboradz,
- Morawce,
- Nowe,
- Ostałów,
- Pawlikowice,
- Pomarzany,
- Suchodoły,
- Szubina,
- Szubsk Duży,
- Szubsk Towarzystwo,
- Teresin,
- Witów,
- Wola Nowska,
- Wychny,
- Wymysłów,
- Zalesie,
- Zieleniew

Zur Gemeinde gehören die sechs Siedlungen Osiedle 1–6 sowie die kleinerem Ortschaften: Bardzinek, Błonie, Cudniki, Cygany, Głaznów, Głogowa, Godzięby, Górki Miłońskie, Iwiczna, Kopyta, Krzewie, Marynin, Miłonice, Miłosna, Nowe Jankowice, Pniewko, Raszynek, Rozpacz, Skłóty, Stara Wieś, Stare Morawce, Tumidaj und Zosin.

## Denkmalgeschützte Sehenswürdigkeiten

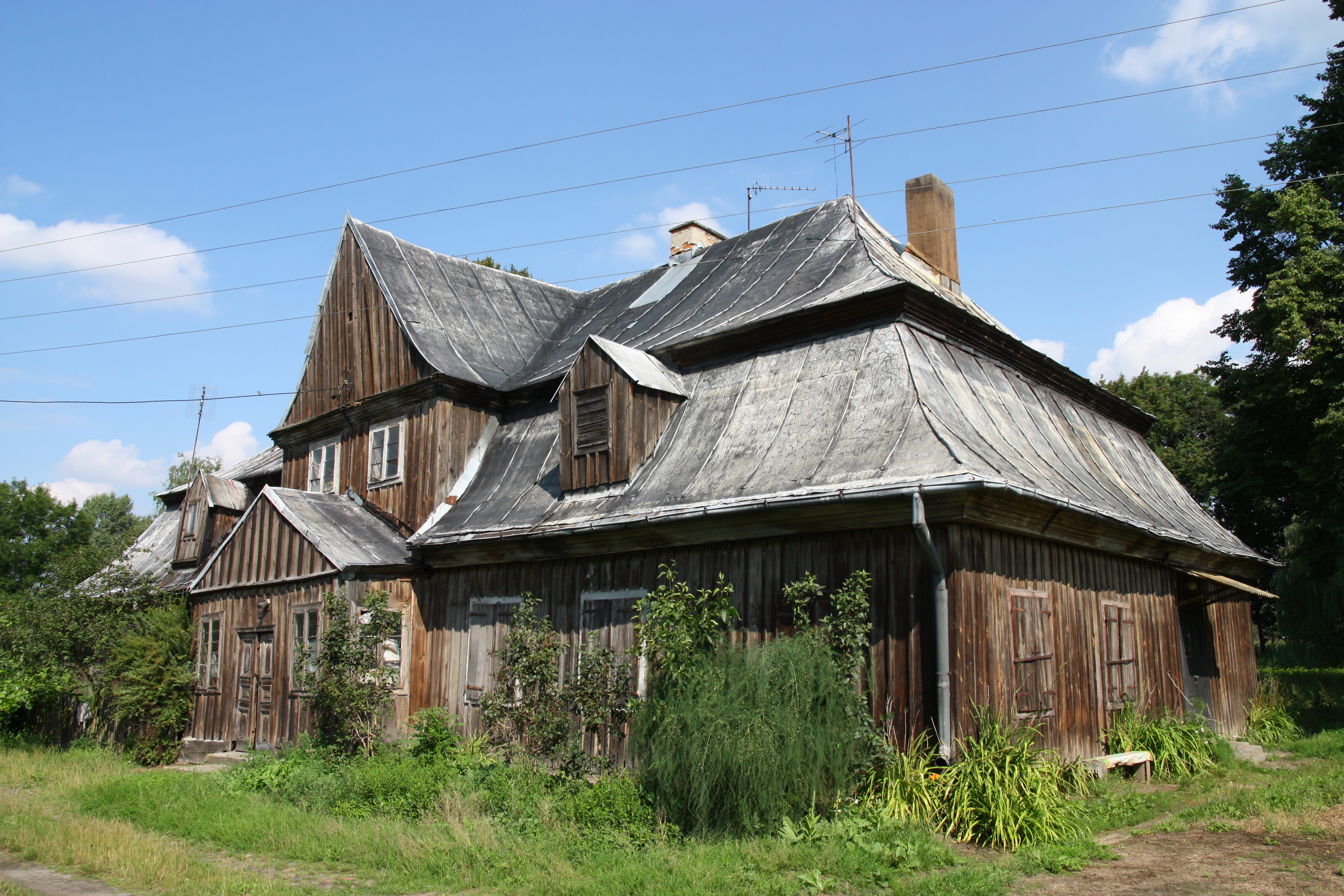
Herrenhaus in Miłonice, 2010 abgetragen und versetzt

- Herrenhaus und Park in Bielice (20. Jahrhundert)
- Herrenhaus, Mauer, Tor und Park in Głogowa (19. Jahrhundert)
- Kirche, Glockenturm, Toranlage und Friedhof in Krośniewice, errichtet 1872–1878[5]
- Schloss mit Orangerie, Wachstube und Park in Krośniewice (19. Jahrhundert)
- Gasthof und Remise in Krośniewice, errichtet 1803; heute Museum
- Haus in der Kutnowska 2 in Krośniewice (19. Jahrhundert)
- Anlage der Schmalspurbahn in Krośniewice, errichtet 1910–1915
- Herrenhaus in Miłonice (18. Jahrhundert); 2010 nach Gniezno versetzt
- Windmühle in Miłonice (19. Jahrhundert); abgegangen
- Kirche und Glockenturm in Nowe (1775)
- Herrenhaus und Park in Skłóty (1888/20. Jahrhundert)
- Herrenhaus und Park in Szubsk-Towarzystwo (19. Jahrhundert)
- Herrenhaus, Nebengebäude und Park in Teresin-Głaznów (19. Jahrhundert)[6]

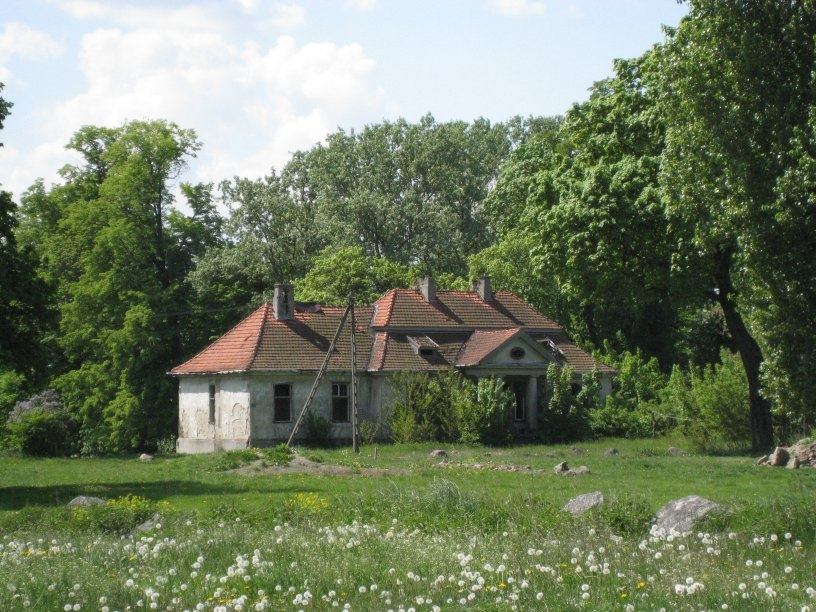
Herrenhaus in Bielice
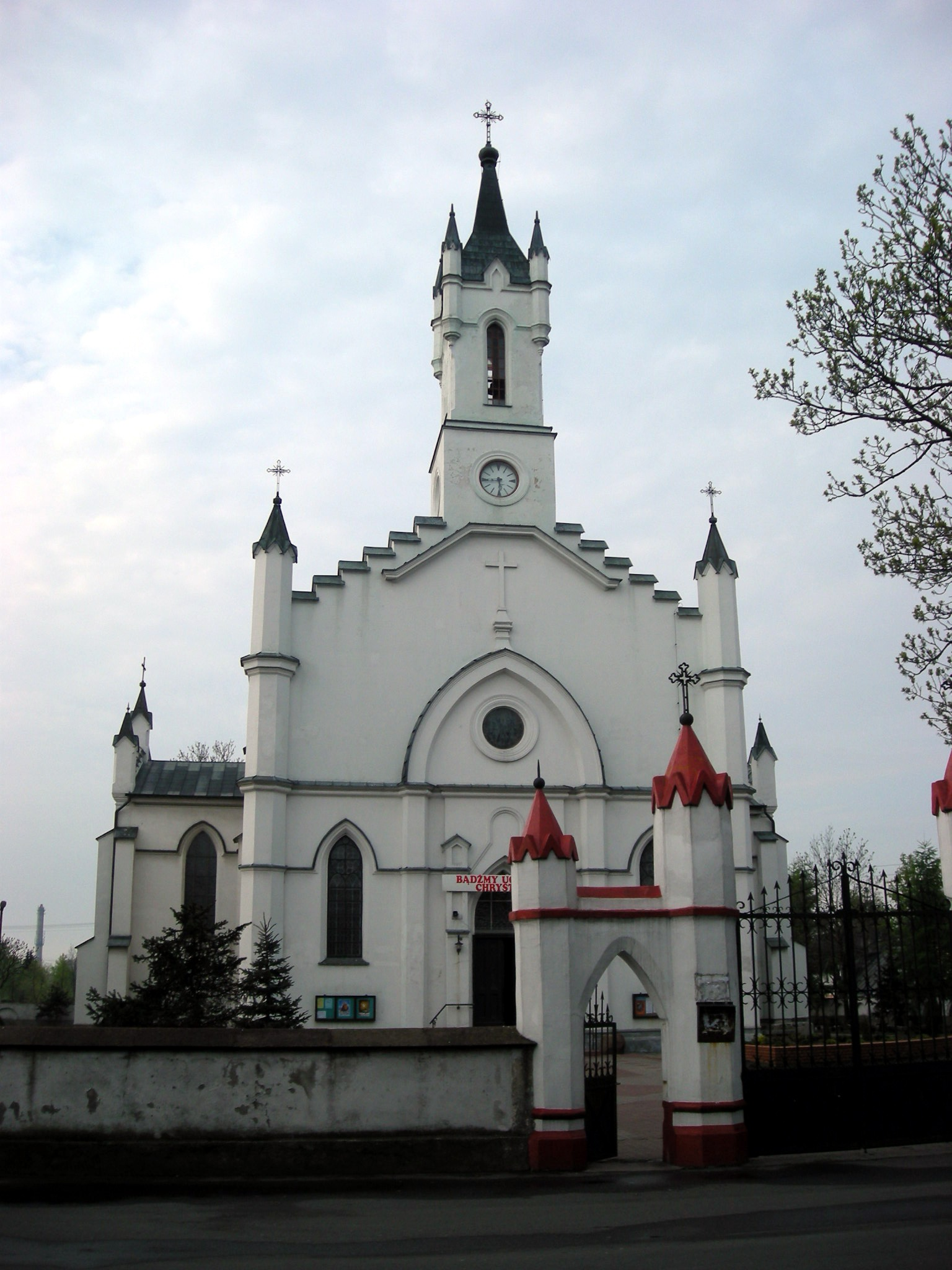
Kirche in Krośniewice
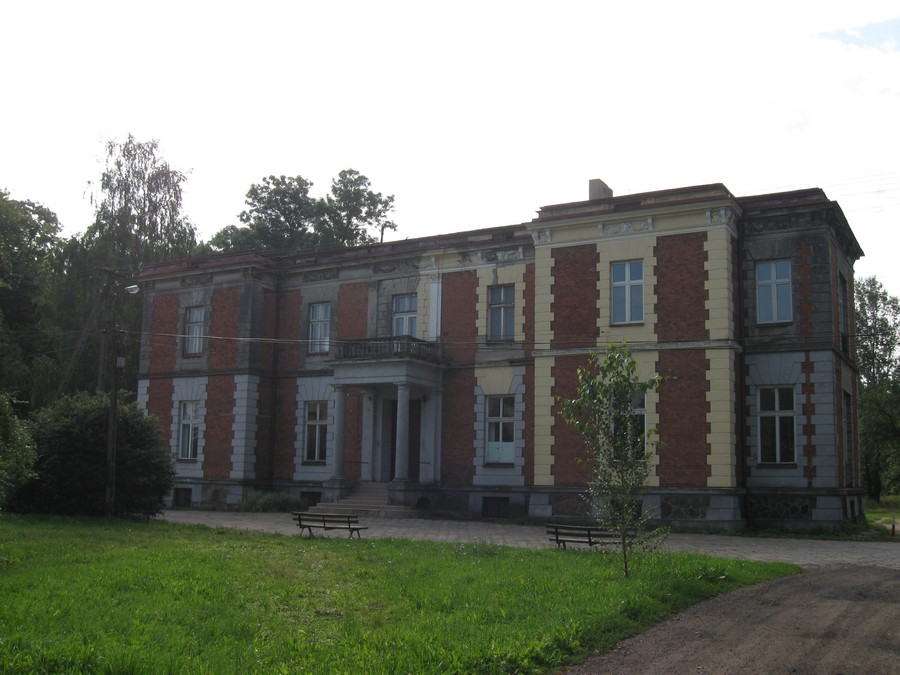
Schloss in Krośniewice
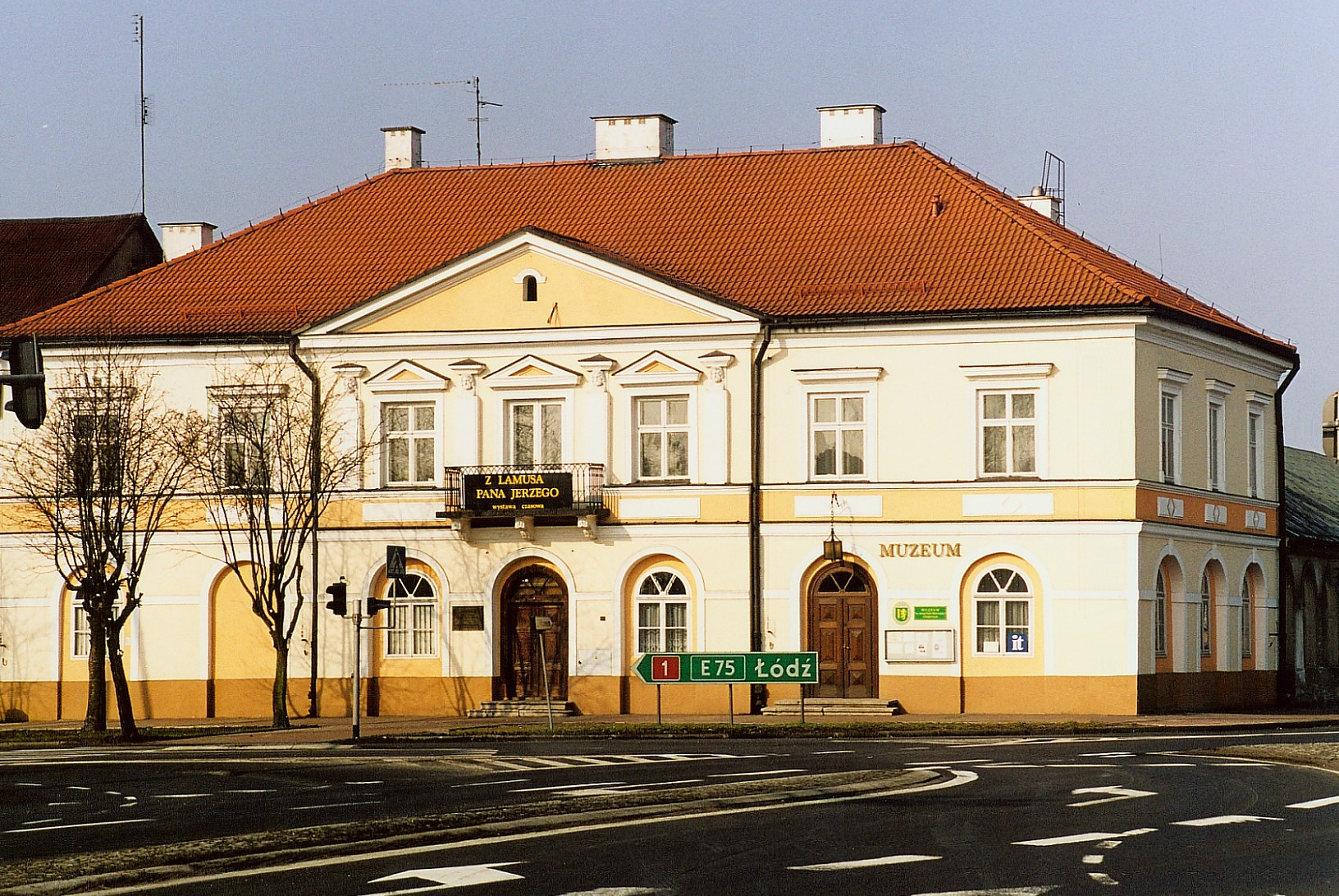
Gasthof in Krośniewice

## Verkehr
Łódź ist der nächste internationale Flughafen. In der Stadt kreuzen sich die Landesstraßen DK91 und DK92. Im Gemeindegebiet liegen der Bahnhof Krzewie und der Haltepunkt Nowe Kutnowskie an der Bahnstrecke Warszawa–Poznań.
Früher kreuzte bei Krzewie die Schmalspurbahn Ostrowy–Ozorków die Bahnstrecke. Am Schmalspurbahn-Bahnhof Krośniewice Miasto in der Stadt endete auch die Schmalspurbahn nach Boniewo.

## Persönlichkeiten
- Władysław Anders (1892–1970), General und Oberbefehlshaber der Polnischen Streitkräfte im Westen; geboren in der Siedlung Błonie bei Krośniewice.